# 명형섭
명형섭(明亨燮, 1957년 2월 20일 ~ )은 대상 대표이사 사장을 맡고 있는 대한민국의 기업인이다.

## 생애
명형섭은 충청남도 당진 출신이다. 경희고등학교와 고려대학교 농화학과를 졸업하고 1982년 대상㈜의 전신인 ㈜미원 기술연구소에 입사한 이래 30년 가까이 대상에서 근무하였다. 전분당사업본부에서 생산과 품질, 공장장 등을 역임하며 부산과 서울 가양동에 있던 전분당 공장을 군산으로 통합 이전하면서 전분당 분야를 대상㈜의 핵심 사업분야로 성장시켜왔고 2010년부터 식품사업총괄 전무로 승진하면서 대상의 주력 사업부문인 전분당사업과 식품사업을 두루 경험하였다.
2012년 대상그룹 대표이사 사장으로 취임하였다. 명형섭 대표는 대상의 CEO(최고경영자)로 취임한 이후 회사의 위상 살리기에 본격적으로 나섰다. 2012년 1월에 일본 악세스사와 식품제조 및 유통판매 양해각서(MOU)를 교환했다. 6월에는 독일 닥터 오트커사와 전략적 제휴를 체결해 닥터 오트커 제품을 한국에서 독점판매할 수 있는 지위를 확보했다. 또 특허청이 주관한 ‘2012 특허기술상’ 시상식에서 ‘전분계 유화안정제’를 개발한 공로를 인정받아 식품업계 최초로 ‘지석영 상’을 수상하기도 했다.

## 학력
- 경희고등학교
- 고려대학교 농화학과 학사

## 경력
- 2003년 대상 전분당사업본부 서울공장장
- 2010년 대상 식품사업총괄 전무
- 2012년 ~ 대상 대표이사 사장